# 加藤佳子
加藤 佳子（かとう よしこ　1943年-) は、三重県津市在住の日本画家
。
日展会友。日展入選12回、日春展入選11回。
津市立橋北中学校、三重県立津高等学校卒業。
津中日文化センター、学校法人下村学園の日本画教室講師。
アスト津、三重県立津高等学校、伊賀市役所本庁舎、に日展入選作品を収蔵。
津市役所本庁舎に日春展入選作品を収蔵。
三重県総合文化センターに作品収蔵。

## 経歴
三重県文化奨励賞、津市文化功労賞、津市文化奨励賞、三銀ふるさと三重文化賞を受賞。
三重県展、津市展、松阪市展、伊勢市展、四日市市展の審査員。